# Adam Clark

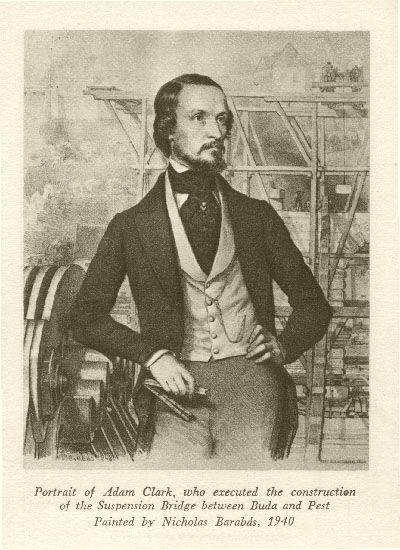
Adam Clark

Adam Clark (ur. 14 sierpnia 1811 r. w Edynburgu, zm. 23 czerwca 1866 w Budzie) – szkocki inżynier, budowniczy Mostu Łańcuchowego w Budapeszcie i Tunelu pod Górą Zamkową w Budapeszcie.
W 1834 przyjechał na Węgry razem z Istvánem Széchenyim w celu skompletowania potrzebnych maszyn do uregulowania koryta Dunaju, później wrócił do kraju. W 1839 dostał upoważnienie od Williama Tierneya Clarka (zbieżność nazwisk przypadkowa) na prowadzenie prac budowlanych mostu w latach 1842-1849. Później osiadł na stałe na Węgrzech.
W roku 1847 był doradcą Krajowej Komisji ds. Komunikacji (drogowej) (węg. Országos Közlekedési Bizottság), a w 1848 objął stanowisko technicznego doradcy w Ministerstwie ds. Robót Publicznych (węg. Közmunkák Minisztériuma).

W trakcie powstania w 1848, kiedy to austriacki generał Hentzi chciał wysadzić Most Łańcuchowy, Clark otworzył śluzy między Dunajem a komorami łańcuchowymi oraz nakazał zniszczyć pompy. Komory zostały w ten sposób zalane wodą, przez co nie można było umieścić w nich beczek z prochem. Hentzi kazał więc ustawić beczki na powierzchni mostu. 21 maja wysadzono ładunek, lecz szkody nie były poważne, dzięki temu most został uratowany.

W 1852 roku Clark zaprojektował tunel pod Górą Zamkową, którego budowa była w sumie wymuszona poprzez bliską lokalizację Mostu Łańcuchowego. W 1857 budowa tunelu została zakończona.